# Hasselsköldspindel
Hasselsköldspindel (Ceratinella scabrosa) är en spindelart som först beskrevs av O. Pickard-Cambridge 1871.  Hasselsköldspindel ingår i släktet Ceratinella och familjen täckvävarspindlar. Arten är reproducerande i Sverige. Inga underarter finns listade i Catalogue of Life.